# Ryszard Dreger
Ryszard Dreger (ur. 28 stycznia 1952 w Gliwicach) – polski aktor i reżyser teatralny i filmowy. Sporadycznie udziela głosu w dubbingu.

## Życiorys
W roku 1977 ukończył studia na Wydziale Aktorskim Państwowej Wyższej Szkoły Filmowej, Telewizyjnej i Teatralnej w Łodzi. W latach 1977–1986 był aktorem teatrów w Warszawie: Popularnego (1977–1978), Komedii (1978–1979), Studio (1979–1986).

## Filmografia
- Lepka historia (2008)
- Klan (1997–2008)
- Dzieje mistrza Twardowskiego (1995)
- Fitness Club (1994–1995)
- Jest jak jest (1994)
- Vent d'Est (1992)
- W labiryncie (1988–1990)
- Zmiennicy (1986)
- Trio (1986)
- Podróże pana Kleksa (1985)
- Remis (1984)
- Pobojowisko (1984)
- Złe dobrego początki... (1983)
- To tylko rock (1983)
- Smak czekolady (1982)
- Był jazz (1981)
- Wyrok śmierci (1980)
- Dom (1980)
- Lekcja martwego języka (1979)
- Kung-fu (1979)
- Córka albo syn (1979)
- Układ krążenia (1978)
- Ślad na ziemi (1978) – robotnik Gutek
- Rebus (1977)
- Akcja pod Arsenałem (1977)
- Zielone, minione... (1976)
- Spokój (1976)
- Daleko od szosy (1976) – chłopak we wsi Bronki (odc. 1)
- Partita na instrument drewniany (1975)
- Skarb trzech łotrów (1972)